# Дубилей, Виталий Ярославович
Вита́лий Яросла́вович Дубиле́й (укр. Віталій Ярославович Дубілей; 28 июня 2002, Киев) — украинский футболист, полузащитник клуба «Ингулец».

## Биография
Воспитанник киевской ДЮСШ-15, в футболке которой с 2015 по 2018 год выступал в ДЮФЛУ. В середине февраля 2019 года переехал в «Александрию». Во второй половине сезона 2018/19 и в сезоне 2019/20 играл за юношескую команду «горожан» в юношеском чемпионате Украины. В сезоне 2020/21 дебютировал за «Александрию» в молодёжном чемпионате Украины, но из-за высокой конкуренции в первой команде заиграть в составе «горожан» на взрослом уровне не смог.
В начале сентября 2021 года свободным агентом перешёл в "Мункач. В футболке мукачевского клуба дебютировал 3 сентября 2021 года в победном (2:0) домашнем поединке 7-го тура группы А Второй лиги Украины против ставищенского «Любомира». Виталий вышел на поле в стартовом составе и отыграл весь матч. Первым голом во взрослом футболе отличился 10 октября 2021 года на 28-й минуте победного (2:0) домашнего поединка 13-го тура группы А Второй лиги Украины против киевского АФСК. Дубилей вышел на поле в стартовом составе и отыграл весь матч. В первой половине сезона 2021/22 отличился 1-м голом в 9-ти матчах Второй лиги Украины. Однако сезон 2021/22 не был доигран из-за полномасштабного вторжения России на территорию Украины.
В начале июля 2022 года усилил «Чайку». В футболке борщаговского клуба дебютировал 1 октября 2022 года в ничейном (0:0) выездном поединке 5-го тура Второй лиги Украины против «Хуста». Виталий вышел на поле в стартовом составе, а на 54-й минуте его заменил Степан Клименко. Первыми голами на профессиональном уровне отличился 6 октября 2023 года на 29-й, 50-й и 79-й минутах победного (5:1) домашнего поединка 11-го тура Второй лиги Украины против николаевского «Васта». Дубилей вышел на поле в стартовом составе и отыграл весь матч. За два сезона, проведённые в «Чайке», сыграл 32 матча и отличился 6-ю голами во Второй лиге Украины.
18 июля 2024 года свободным агентом подписал 3-летний контракт с «Ингульцом». В футболке петровского клуба дебютировал 4 августа 2024 года в проигранном (1:2) выездном поединке 1-го тура Премьер-лиги Украины против луганской «Зари». Виталий вышел на поле в стартовом составе, а на 87-й минуте его заменил Владислав Сидоренко.